# Tomba di Akbar

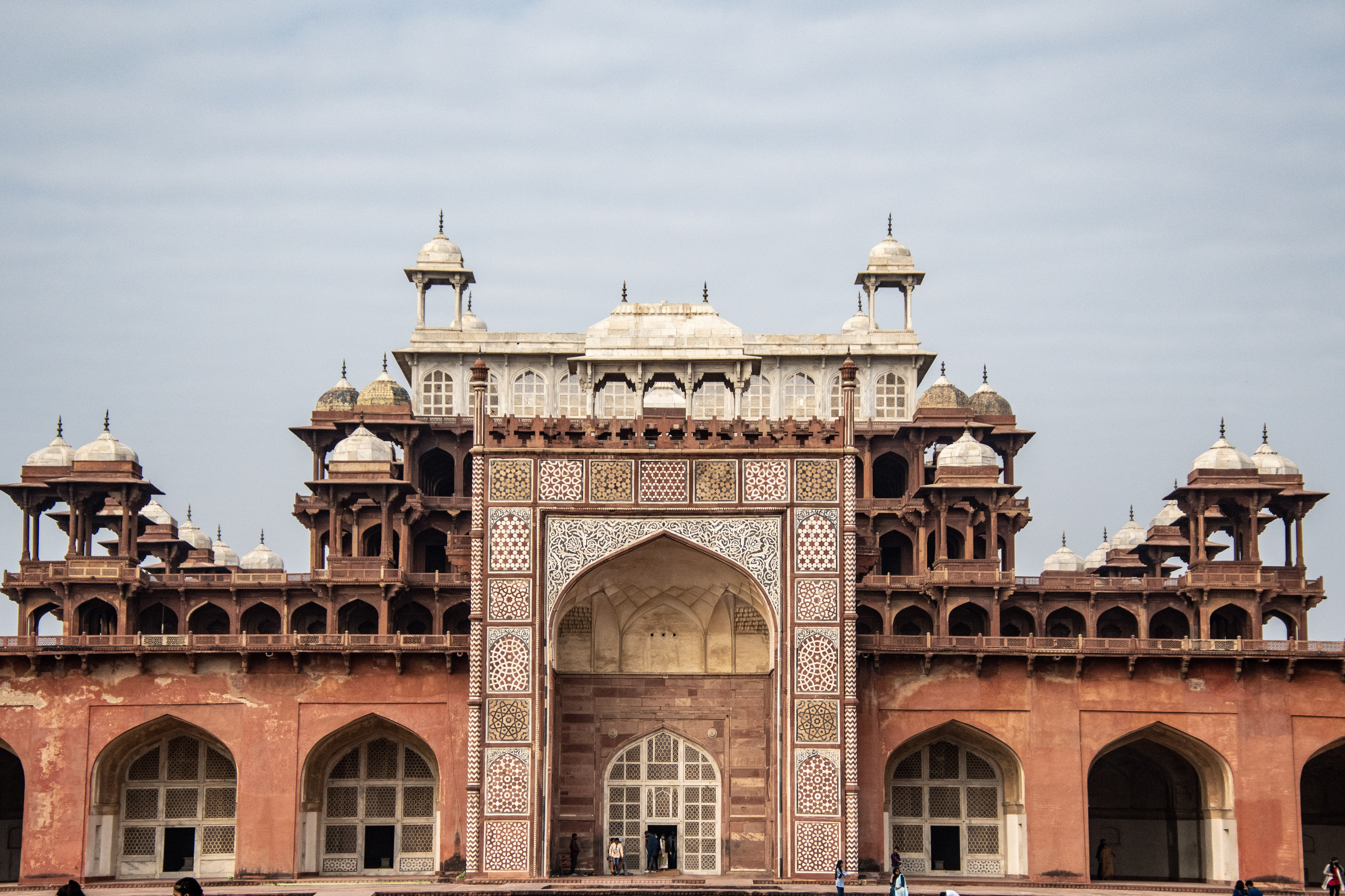
Ingresso principale alla tomba di Akbar

La tomba di Akbar il Grande è uno dei capolavori dell'architettura moghul, costruito tra il 1605 e il 1613 e situato all'interno di un terreno di 48 ettari a Sikandra, sobborgo di Agra, Uttar Pradesh, in India.

## Storia
Fu lo stesso terzo imperatore moghul, Akbar il Grande (1542–1605), a iniziare la costruzione del monumento intorno al 1600, seguendo l'antica tradizione tartara per cui si doveva iniziare l'allestimento della tomba già durante la propria vita. Pare che sia stato proprio Akbar a progettare l'edificio e a scegliere la sua ubicazione. Alla morte di Akbar, la costruzione fu completata dal figlio di questi, Jahangir, nel 1613.

## Ubicazione
La tomba si trova a Sikandra, sobborgo di Agra, a circa 8 km dal centro della città. A un chilometro di distanza dal mausoleo si trova la tomba di Mariam, intesa come Mariam-uz-Zamani, moglie di Akbar e madre di Jahangir.

## Architettura

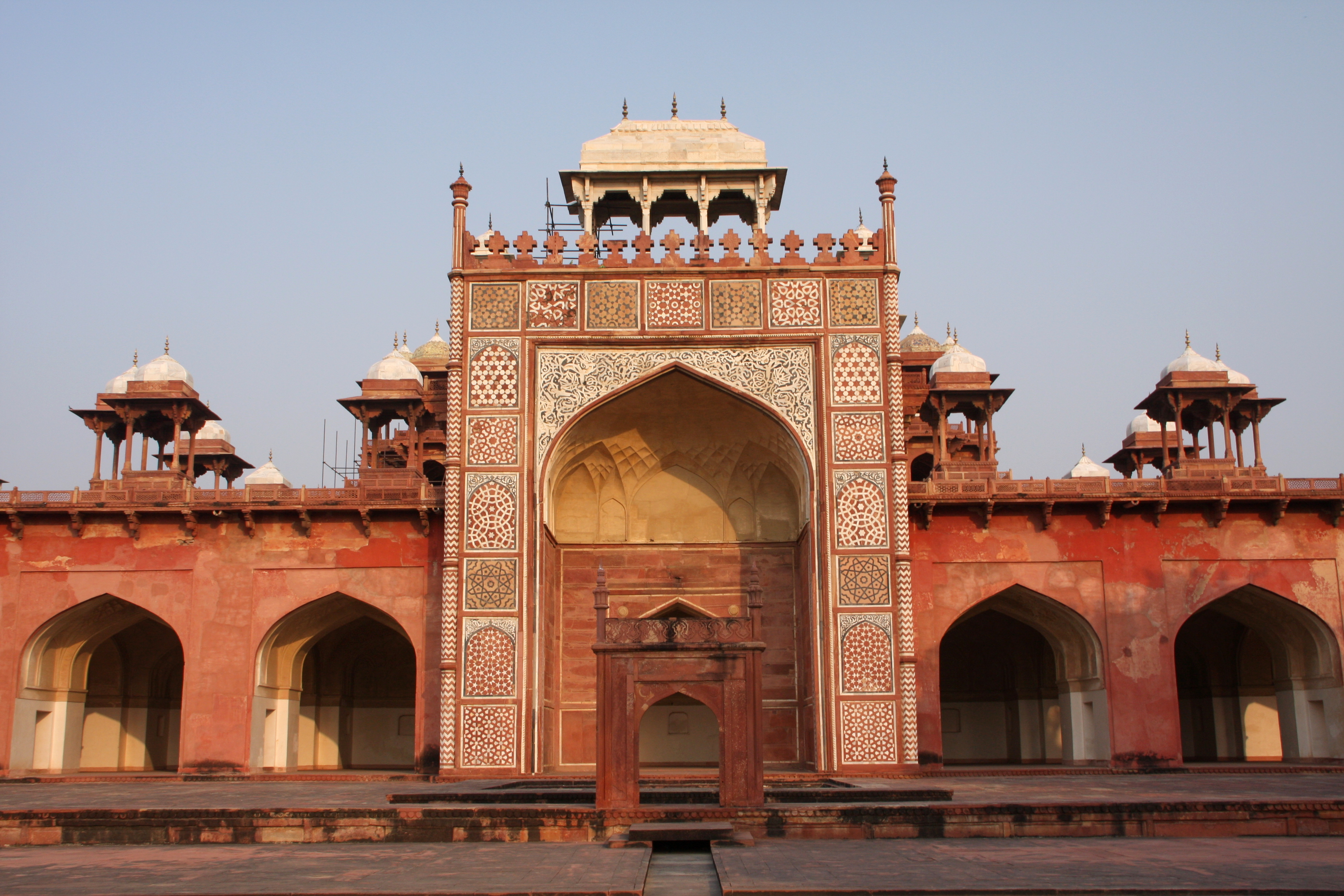
Liwan centrale di ingresso al mausoleo

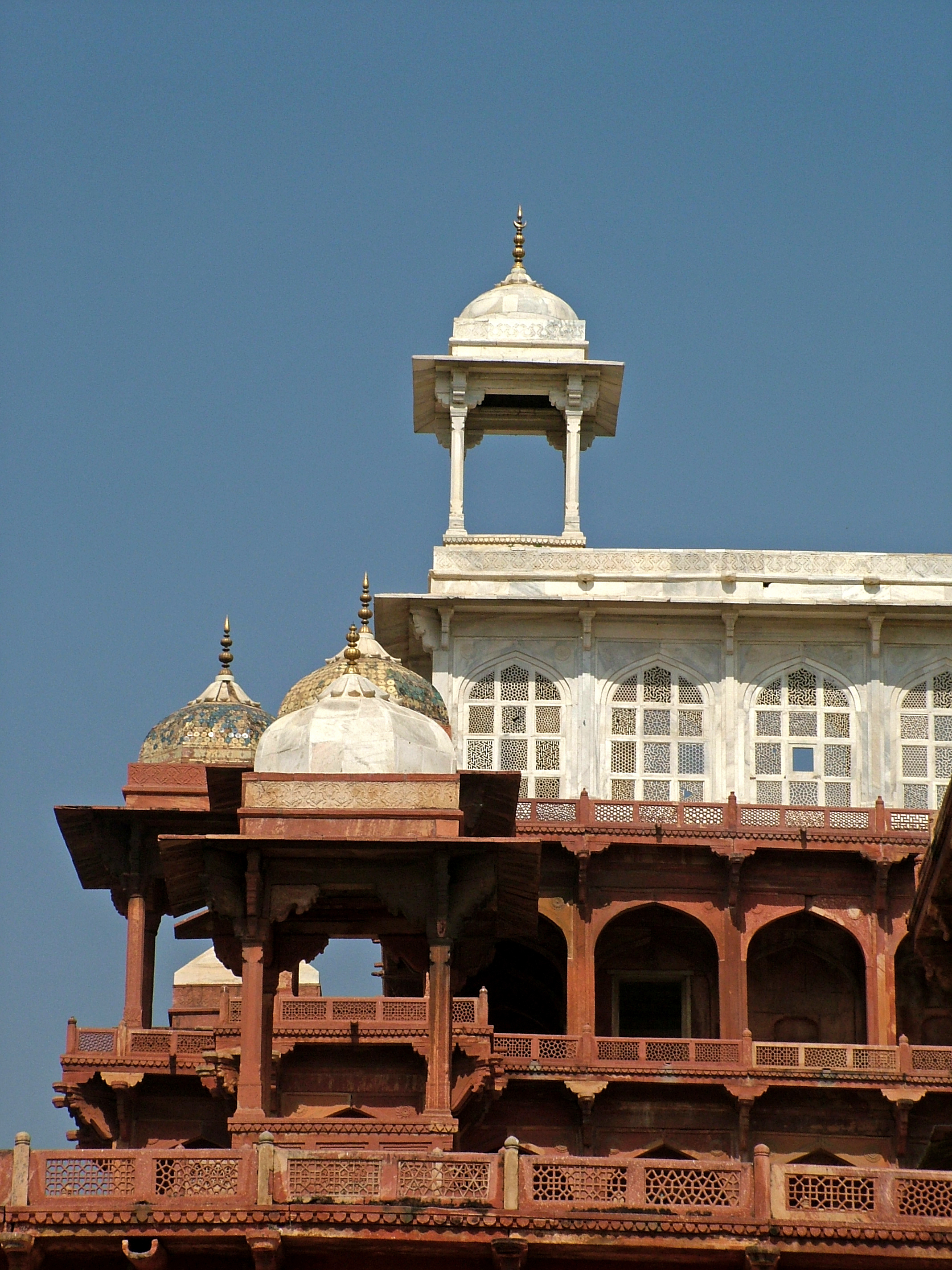
Lo chhatris su tre livelli, caratteristica tipica dell'architettura del Rajasthan

Il terreno di pertinenza crea un quadrato esatto del lato di 690 metri, allineato con i punti cardinali, circondato da mura e disposto secondo il classico layout del giardino in chahar bagh. Un portale d'ingresso si staglia al centro di ogni muro perimetrale e larghi corsi pavimentati – disposti secondo la tradizione moghul con canali d'acqua centrali a rappresentare i quattro fiumi del Paradiso – conducono dalle estremità al mausoleo, situato al centro del quadrato.
La porta meridionale è la più grande: dotata di quattro minareti in marmo bianco coronati da chhatris, molto simili – ma risalenti a epoche precedenti – a quelli del Taj Mahal, è generalmente utilizzata come ingresso alla tomba. Questa è a sua volta circondata da un recinto murario quadrato dal lato di 105 metri. L'edificio interno si presenta come una piramide a quattro livelli, sormontata da un padiglione in marmo contenente la falsa tomba. La vera sepoltura, come negli altri mausolei, è posta nel basamento.
Gli edifici sono principalmente realizzati in pietra arenaria rosso scuro, impreziosita da inserimenti in marmo bianco. Pannelli intarsiati in arenaria e in ardesia nera decorano la tomba e l'ingresso principale: i disegni dei pannelli sono geometrici, floreali e calligrafici, anticipando così gli ancora maggiormente elaborati disegni che verranno utilizzati per decorare la tomba di I'timād al-Dawla.

## Galleria d'immagini

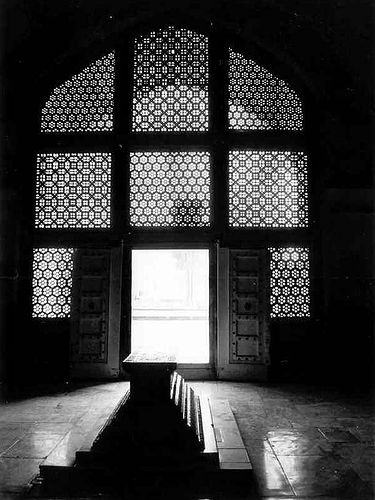
Cenotafio di Akbar all'interno del mausoleo
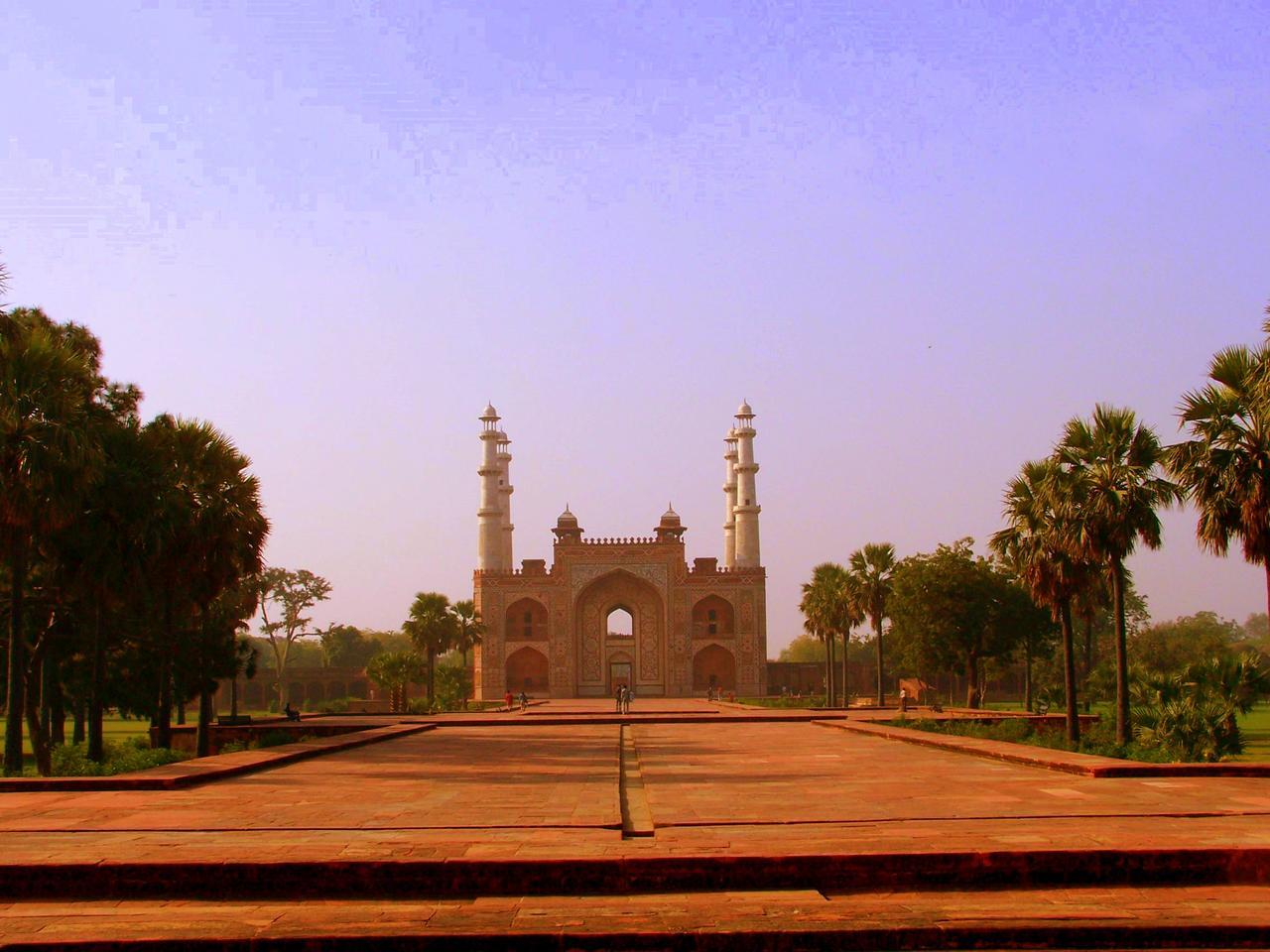
Ingresso principale alla tomba di Akbar, visto dall'interno
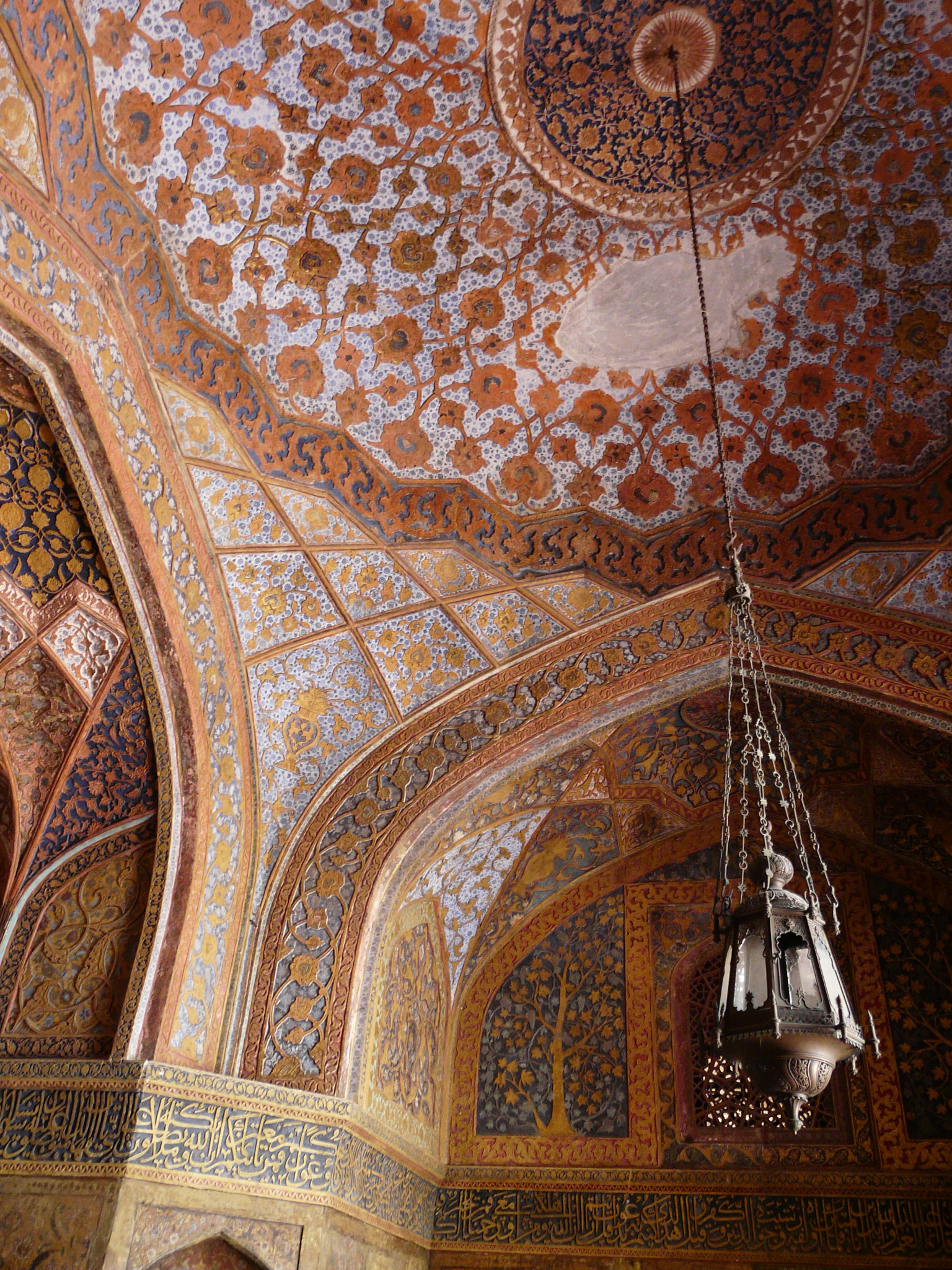
Particolare del soffitto della tomba
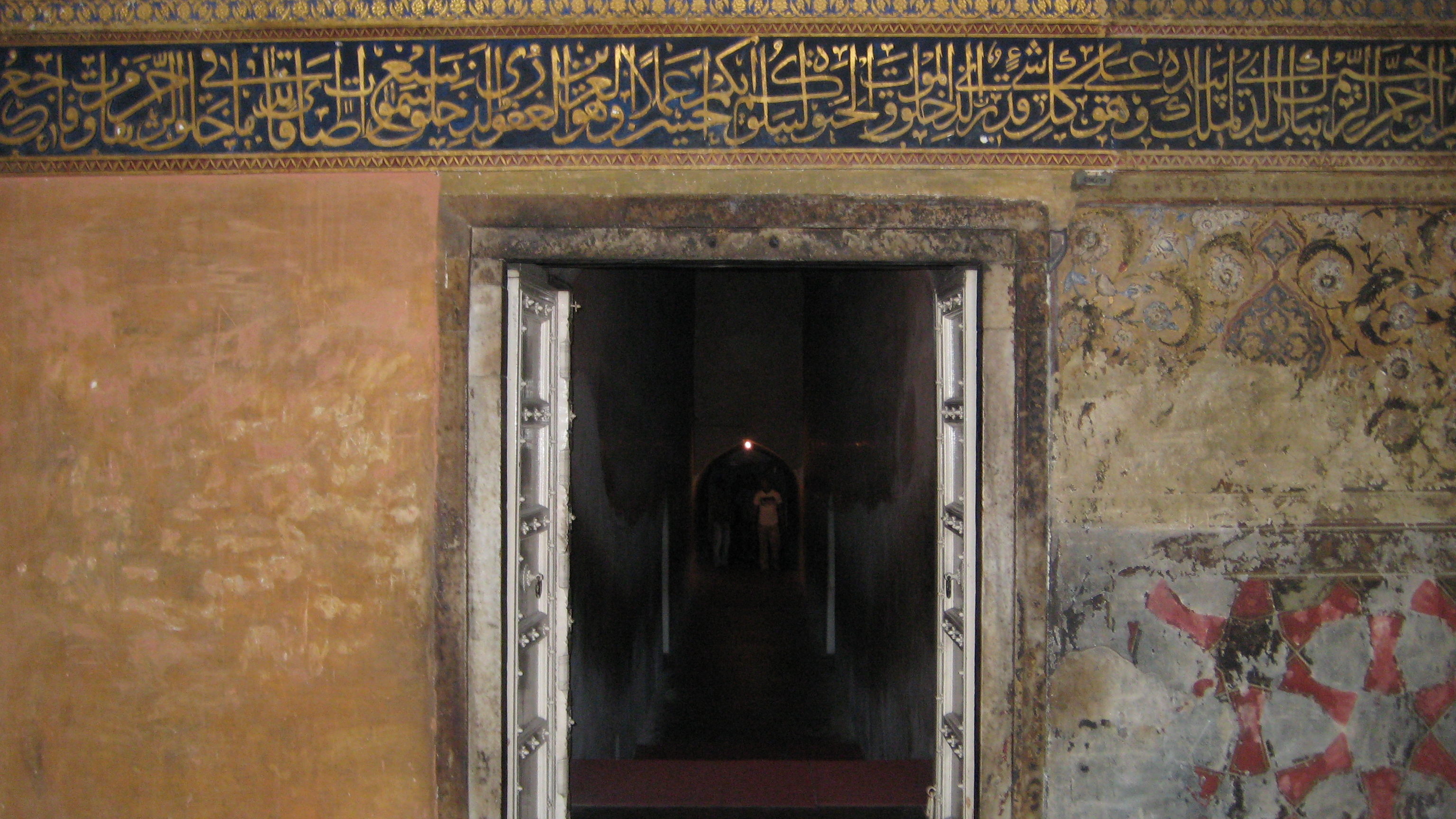
Iscrizione al di sopra dell'ingresso alla camera funeraria principale
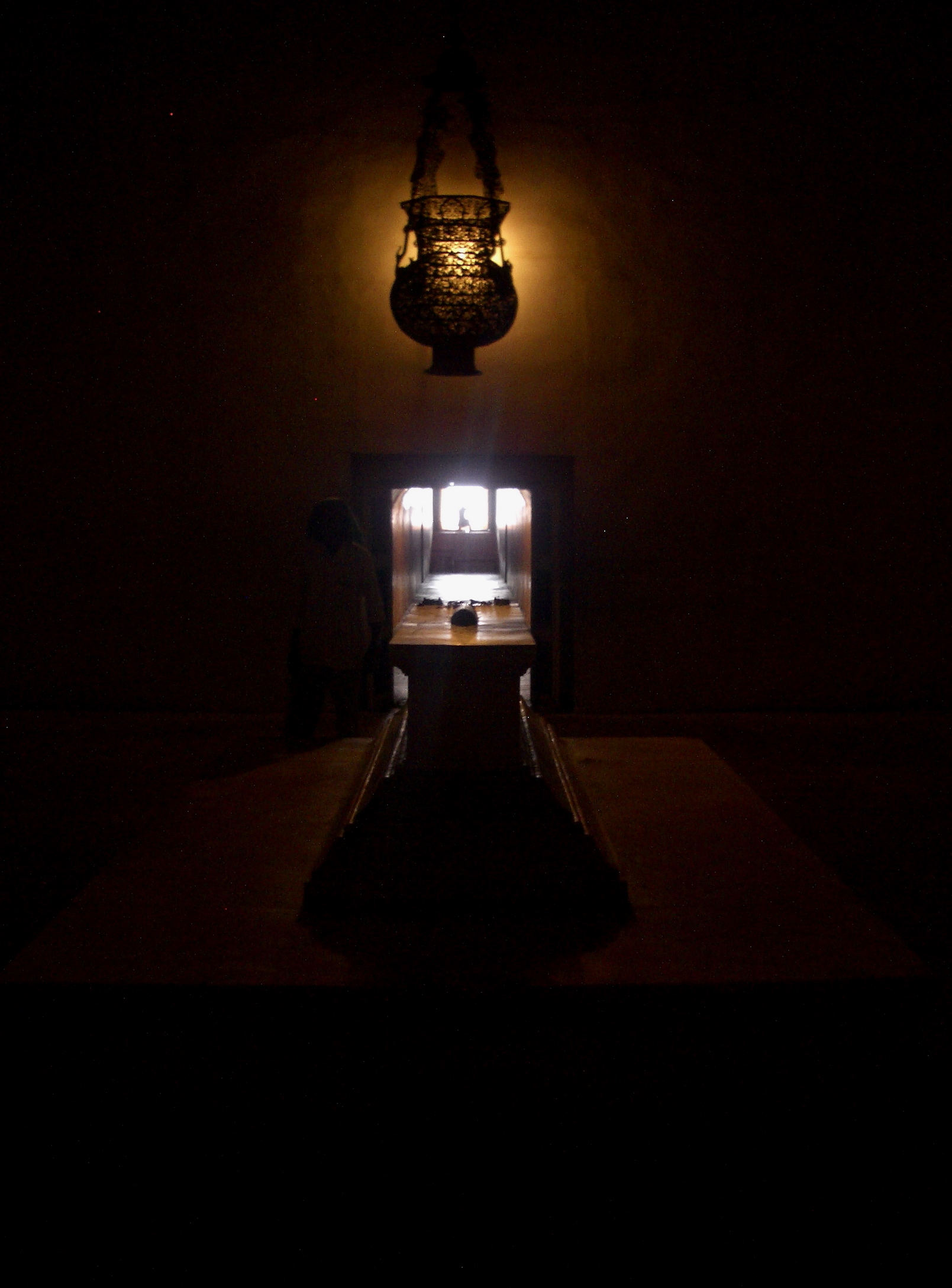
La vera tomba di Akbar, situata nel basamento del mausoleo